# Carmenta tildeni
Carmenta tildeni là một loài bướm đêm thuộc họ Sesiidae. Nó được miêu tả bởi Eichlin năm 1995, và được tìm thấy ở Arizona và miền nam Texas, Hoa Kỳ, và México.
Sải cánh dài 8–10 mm đối với con cái.